# Engelkurva
En Engelkurva beskriver hur efterfrågan på en vara beror på inkomsten. Varan kan antingen vara inferiör vara (fattigmansvara) vilket betyder att då inkomsten ökar minskar efterfrågan för den varan, till skillnad från normal vara vilket betyder att då inkomsten ökar, ökar även efterfrågan.  
Potatis anses vara en inferiör vara – ju högre inkomst, desto lägre efterfrågad kvantitet.
Begreppet kommer från den tyske statistikern Ernst Engel.